# Bozóky László
Bozóky László (Nagyvárad, 1911. május 4. – Budapest, 1995. december 12.) magyar fizikus, sugárfizikus, mérnökfizikus, egyetemi tanár, a fizikai tudományok doktora, a Magyar Tudományos Akadémia rendes tagja. A korszerű magyarországi sugárfizikai kutatások iskolateremtő alakja volt. Jelentős eredményeket ért el az elektromágneses, ionizáló és radioaktív sugárzások elméleti alapjainak, valamint gyakorlati vonatkozásainak feltárásában, számos sugárvédelmi, orvosfizikai eljárás és berendezés kifejlesztése fűződik a nevéhez. 1949-től 1982-ig vezette az Országos Onkológiai Intézet sugárfizikai osztályának munkáját.

## Életútja
Bozóky Alajos (1842–1919) jogász, jogtörténész unokája. Édesapja Bozóky Gyula (1878–1954) honvédtiszt, édesanyja Mártonffy Gabriella volt.
Családja 1919-ben hagyta el Nagyváradot, és Gödre költözött. Középiskoláit a Váci Piarista Gimnáziumban járta ki, ahol tanárai között volt Öveges József is. 1930-tól a Pázmány Péter Tudományegyetem matematika–fizika szakán végezte felsőfokú tanulmányait, 1935-ben megszerezte tanári képesítést, 1936-ban pedig bölcsészdoktori oklevelét. 1935–1936-ban a József Nádor Műszaki és Gazdaságtudományi Egyetem kísérleti fizikai intézetében volt Pogány Béla tanársegédje. 1936–1937-ben Budapest székesfőváros ösztöndíjasaként a berlin-dahlemi Vilmos Császár Fizikai Kémiai és Elektrokémiai Intézet magfizikai laboratóriumában Otto Hahn, illetve a Berlini Egyetem sugárzáskutatási intézetében Walter Friedrich irányítása alatt végzett kutatómunkát. 1937-től 1949-ig az Eötvös Loránd Rádium és Röntgen Intézet fizikai laboratóriumában dolgozott. 1949-ben laboratóriuma az Országos Onkológiai Intézet szervezeti egysége, sugárfizikai osztálya lett, ennek vezetőjeként irányította a kutatómunkát egészen 1982-es nyugdíjazásáig. Ezzel párhuzamosan 1952-ben az MTA Központi Fizikai Kutatóintézetén belül is megszervezte a radiológiai osztályt, amelynek 1959-ig vezetője volt. 1960-tól 1967-ig az Országos Atomenergia Bizottság (OAB) Izotóp Intézetében is dolgozott mint tudományos munkatárs és szakértő, 1967 után pedig az OAB tudományos tanácsának munkájában vett részt.
Kutatói pályája mellett egyetemen is tanított. 1945-től díjtalan tanársegéd volt, 1950–1951-ben pedig magántanárként oktatott a budapesti műegyetemen. 1952 után újra megbízott tanárként adott elő sugárfizikát a műegyetemen, 1965-től pedig címzetes egyetemi tanári címmel oktatott az Eötvös Loránd Tudományegyetemen is.

## Munkássága
Pályája elején spektroszkópiai kérdésekkel foglalkozott, de 1936–1937-es berlini kutatásai során érdeklődése a magfizika és a sugárfizika felé fordult. Az ezt követő évtizedekben munkássága alapvetően a sugárfizika és a sugárvédelem elméleti, illetve a sugárforrás-technika gyakorlati kérdéseire irányult.
Kutatásai a sugárfizika szinte valamennyi vonatkozására kiterjedtek. Behatóan tanulmányozta a kisebb energiájú elektromágneses, az ionizáló, a röntgen- és a gamma-sugárzás, a radioaktív izotópok, az atommagsugárzás sugárfizikai problémáit, a sugárzáseloszlás és -szóródás jelenségeit, valamint eljárásokat dolgozott ki az emberi szervezetbe bejutott, ún. inkorporált radioaktív anyagok meghatározására. Különösen jelentős eredményeket ért el az elnyelt sugárdózis mérésének (dozimetria) módszertanában, a dóziseloszlás síkbeli ábrázolásában (izodózisgörbék), dozimetriai mérőműszerek tervezésében.
Elméleti fizikai kutatásai mellett gyakorlati szempontból is tanulmányozta a különböző sugárzástípusok ipari, orvostudományi (radiológiai) és mezőgazdasági alkalmazásának lehetőségeit. Orvosfizikai szempontból különösen a sugárkezelés kérdései foglalkoztatták, új sugárzáskibocsátó berendezéseket, ún. sugárforrásokat és több besugárzási módszert, korszerű sugárvédelmi technológiát dolgozott ki például a nőgyógyászati sugárkezelésekhez. Sugárvédelmi, illetve radiológiai eszközök egész sorát fejlesztette ki, csaknem tíz szabadalmaztatott berendezés, illetve eljárás kötődik a munkásságához. Az 1930-as években bevezette a filmdozimetriai ellenőrzés módszerét, s ő építette meg Magyarországon az első abszolút röntgendózist meghatározó műszert (1934–1938), amelyet negyed századon keresztül alkalmaztak a radiológiában. Egyik legjelentősebb fejlesztése a Gravicert néven szabadalmaztatott, a kezelőszemélyzet számára teljes sugárvédelmet biztosító sugárterápiás kobaltágyú (1957), valamint ennek továbbfejlesztett változata, az egésztest-besugárzó mozgó mezős Rotacert (1961) volt, amelyeket 1963-tól a Medicor Művek gyártott belföldre és exportra egyaránt. Szervezőmunkájának köszönhetően indult meg a kobaltágyús sugárterápia hatékonyságát növelő, korszerű számítógépes besugárzástervezés, országos hálózatának kiépítésében is vezető szerepet vállalt (1973–1980).
Radioizotóp-kutatásainak gyakorlati vetületeként 1957 és 1960 között az irányításával jött létre az első magyarországi izotóptemető Solymáron, és később is közreműködött a radioizotópos munkahelyek létesítésében és ellenőrző rendszerük kiépítésében. 1955-től elnökként irányította a Magyar Szabványügyi Hivatal magyarországi és nemzetközi sugárvédelmi szabványrendszerét kidolgozó állandó bizottság munkáját.
Tudományos pályája során könyvei, egyetemi jegyzetei mellett közel kétszáz szakcikket, tanulmányt, valamint hatvan kisebb közleményt adott közre. Kiadója és szerkesztője volt a Sugárvédelmi Tájékoztató című lapnak.

### Szervezeti tagságai és elismerései
1973-ban a Magyar Tudományos Akadémia levelező, 1981-ben rendes tagjává választották, 1954 után részt vett az Akadémia izotópbizottságának tevékenységében. 1955-től elnökölte a Műszaki és Természettudományi Egyesületek Szövetsége, továbbá a Méréstechnikai és Automatizálási Tudományos Egyesület radiológiai szakosztályának, illetve szakcsoportjának, a Magyar Biofizikai Társaság kórházfizikai szekciójának tevékenységét. 1986-tól tiszteleti tagja volt a Magyar Radiológusok Társaságának.
Fizikusi munkásságának elismeréseként 1957-ben Kruspér István-, 1985-ben Hevesy György-, 1990-ben pedig Eötvös Loránd-emlékéremmel tüntették ki.

### Főbb művei
- Újabb vizsgálatok az ionizált oxigén-molekula sávos színképén. Budapest: Franklin ny. 1935.
- Röntgen-fizika. Budapest: Jegyzetsokszorosító. 1951.
- Védekezés atommagsugárzás ellen. Budapest: Műszaki. 1958.
- Az orvostudományban használatos korszerű ionizáló sugárzások fizikai tulajdonságai. Budapest: Orvostovábbképző Intézet. 1959.
- Sugárvédelem, dozimetria, sugárdetektorok. Budapest: Országos Atomenergia Bizottság. 1960.   (szerzőtársakkal)
- A sugárvédelem fejlődése Magyarországon. Budapest: Akadémiai. 1982.   (Bisztray-Balku Sándorral és Koblinger Lászlóval)
- A megengedhető sugárterhelés szabályozásának elvi és gyakorlati kérdéseiről. Budapest: Akadémiai. 1984.   (akadémiai székfoglalója)

## Emlékezete
Az Eötvös Loránd Fizikai Társulat 2000-ben alapította meg a Bozóky László-díjat, amely a sugárfizika és a környezettudomány területén kimagasló jelentőségű eredményt elért tudósnak ítélhetnek oda.